# Jan Bierzin

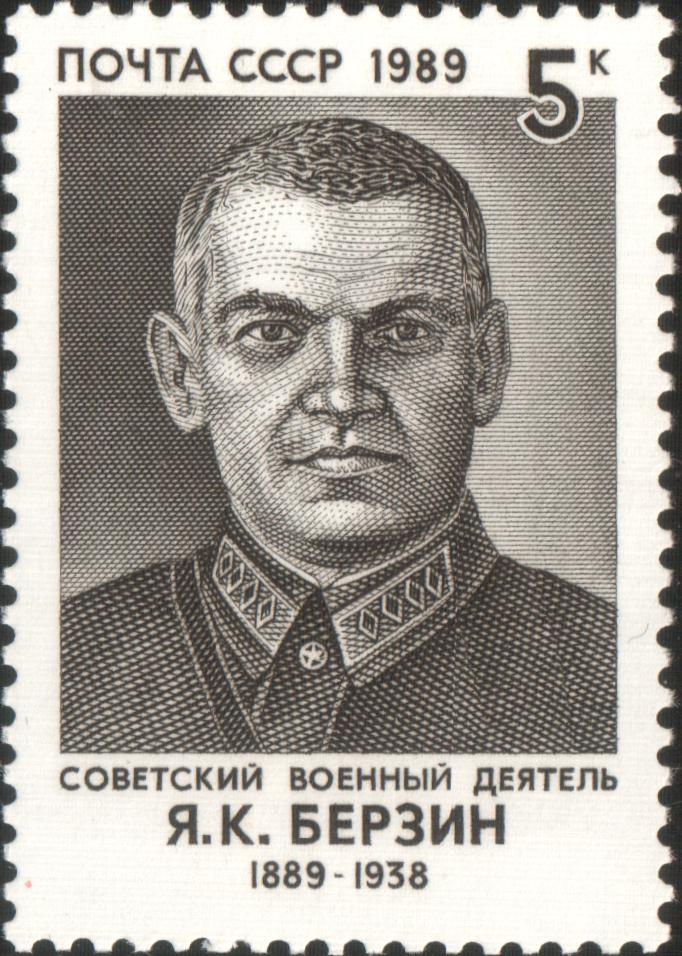
Jan Bierzin na znaczku emitowanym w 1989 przez Pocztę ZSRR

Jan Karłowicz Bierzin, ros. Ян Карлович Берзин, łot. Jānis Bērziņš, właśc. Pēteris Ķuzis; (ur. 13 listopada?/25 listopada 1889 w ujeździe ryskim guberni inflanckiej, zm. 29 lipca 1938 w Kommunarce) – komunista pochodzenia łotewskiego, szef wywiadu wojskowego (Razwiedupr Sztabu Armii Czerwonej) w latach 1924–1935 i w 1937, komisarz armijny II rangi, wojskowy doradca radziecki w czasie hiszpańskiej wojny domowej.

## Życiorys
Pochodził z rodziny chłopskiej. W latach 1902–1905 uczył się w seminarium nauczycielskim, zamkniętym w ramach represji administracyjnych w czasie rewolucji 1905 roku. Od 1904 członek SDPRR, zwolennik frakcji bolszewików. W 1906 działał w oddziale partyzanckim „Leśnych Braci”, w starciu z policją ranny, schwytany, postawiony w 1907 przed sądem wojennym w Rewlu, skazany na śmierć za zabójstwo policjanta. Z uwagi na młodocianość karę zamieniono na 8 lat katorgi, z której odsiedział dwa lata. W 1911 ponownie aresztowany, zesłany do guberni irkuckiej, z zesłania zbiegł w 1914, wykorzystując dokumenty na nazwisko Jan Karłowicz Bierzin, którym od tej pory się posługiwał. 
W 1915 powołany do armii rosyjskiej, z której zdezerterował w 1916, przyjechał do Piotrogrodu, gdzie pracował jako ślusarz. Po rewolucji lutowej i obaleniu caratu redaktor łotewskiej gazety bolszewickiej. W czasie rewolucji październikowej członek komitetu SDPRR(b) dzielnicy wyborskiej Piotrogrodu i komitetu miejskiego Piotrogrodu. Był uczestnikiem zajęcia Pałacu Zimowego w listopadzie 1917. Zaciągnął się do nowo utworzonej Czeka. Od grudnia 1917 pracował w aparacie NKWD.
Zwolennik zaprowadzenia rządów komunistycznych na Łotwie, od stycznia do maja 1918 zastępca ludowego komisarza spraw wewnętrznych Łotewskiej Socjalistycznej Republiki Radzieckiej. Uczestniczył następnie w tłumieniu powstania lewicowych eserowców i powstania w Jarosławiu w lipcu 1918.
Od lipca 1919 szef wydziału politycznego 11 Dywizji Strzelców, od sierpnia 1919 szef wydziału specjalnego (CzK) 15 Armii. Wziął udział w wojnie polsko-bolszewickiej. 
W grudniu 1920 przeniesiony do wywiadu wojskowego Registrupr, od 1921 Razwiedupr Armii Czerwonej. W nagrodę za sukcesy na Łotwie mianowany zastępcą ówczesnego szefa Razwiedupru Arvīdsa Zeibotsa. W 1924 mianowano go szefem Razwiedupru. Brał aktywny udział w przygotowaniach do nieudanego komunistycznego puczu w Estonii w 1924. Faktyczny organizator systemu wywiadu wojskowego Armii Czerwonej. Był inicjatorem nowoczesnego dekryptażu, strategicznego wywiadu radiowego, twórcą sieci zagranicznej agentury. Osobiście dobierał i weryfikował kadry. Do agentów zwerbowanych przez Bierzina należeli Richard Sorge i Leopold Trepper.
Od kwietnia 1935 do czerwca 1936 drugi zastępca dowódcy Specjalnej Armii Dalekowschodniej, marszałka Związku Radzieckiego Wasilija Blüchera ds. wywiadu. Po wybuchu w lipcu 1936 hiszpańskiej wojny domowej i rozpoczętym jesienią 1936 zaangażowaniu ZSRR (i jego służb specjalnych) w ten konflikt, od października 1936 główny sowiecki doradca wojskowy przy armii Republiki Hiszpanii (ps. Griszyn). W końcu maja 1937 odwołany do ZSRR, awansowany do stopnia komisarza armijnego II rangi i mianowany ponownie szefem Razwiedupru, którym pozostawał do 1 sierpnia 1937. Po odwołaniu, dwukrotnie – 11 i 16 września spotkał się ze Stalinem, oczekując ponownego wysłania do Hiszpanii, później osadzony w areszcie domowym. 
Podczas „wielkiej czystki” aresztowany przez NKWD w nocy z 27 na 28 listopada 1937.  29 lipca 1938 skazany przez Kolegium Wojskowe Sądu Najwyższego ZSRR na karę śmierci pod zarzutem „udziału w kontrrewolucyjnej organizacji terrorystycznej i szpiegostwie”. Stracony tego samego dnia w miejscu egzekucji Kommunarka pod Moskwą i tam pochowany anonimowo.
Zrehabilitowany 28 lipca 1956 postanowieniem Kolegium Wojskowego Sądu Najwyższego ZSRR.

## Odznaczenia
- Order Lenina
- Order Czerwonego Sztandaru (dwukrotnie)
- Order Czerwonej Gwiazdy

## Upamiętnienie
W 1989 Jan Bierzin został upamiętniony na znaczku emitowanym w 1989 przez pocztę Związku Radzieckiego.